# Ludwig - Requiem per un re vergine
Ludwig - Requiem per un re vergine (Ludwig - Requiem für einen jungfräulichen König) è un film del 1972 diretto da Hans-Jürgen Syberberg.

## Riconoscimenti
- 1972 - Lola al miglior film